# La vera storia di Lucky Welsh
La vera storia di Lucky Welsh (Showdown at Boot Hill) è un film statunitense del 1958 diretto da Gene Fowler Jr..
È un film western con protagonisti Charles Bronson, nel ruolo del marshal Luke Welsh che si inimica la comunità di una piccola cittadina dopo aver ucciso un popolare fuorilegge locale, Robert Hutton e John Carradine.

## Produzione
Il film, diretto da Gene Fowler Jr. su una sceneggiatura di Louis Vittes, fu prodotto da Harold E. Knox per la Regal Films.

## Distribuzione
Il film fu distribuito negli Stati Uniti dal 1º maggio 1958 al cinema dalla Twentieth Century Fox Film Corporation e per l'home video dalla Republic Pictures in VHS nel 1994. È stato poi pubblicato in DVD negli Stati Uniti dalla Olive Films nel 2012.
Alcune delle uscite internazionali sono state:
- in Danimarca il 26 aprile 1974 (Opgør i Boot Hill)
- in Belgio (Confessions d'un tueur)
- in Grecia (Mia aghoni itan i arhi)
- in Italia (La vera storia di Lucky Welsh)

## Critica
Secondo il Morandini
il film è "uno sciapo dramma d'azione costruito su misura per Charles Bronson, buono incompreso". Una sola parte riesce a risultare "divertente": il personaggio di John Carradine.